# أوتو بيكمان
أوتو بيكمان (بالألمانية: Otto Beckmann)‏ هو نحات نمساوي، ولد في 5 مايو 1908 في فلاديفوستوك في روسيا، وتوفي في 13 فبراير 1997 في فيينا في النمسا.